# 에키야정
에키야정(駅家町)은 히로시마현 아시나군에 있던 정이다. 현재의 에키야

## 역사
- 1913년 7월 1일 - 나카시마촌, 구라미쓰촌, 에라촌, 보지촌, 마나구라촌이 신설합병해, 에키야촌이 발족하였다.
- 1947년 11월 3일 - 정으로 승격해 에키야정이 되었다.
- 1955년 1월 1일 - 에키야정, 지카타촌, 핫토리촌, 무베야마촌과 합병해, 새로운 에키야정이 발족하였다.
- 1956년 9월 30일 - 가호촌 일부가 에키야정에 편입되었다.
- 1975년 2월 1일 - 후쿠야마시에 편입, 동일 에키야정은 폐지되었다.

## 교통

### 철도
- 일본국유철도
  - 후쿠엔선

### 도로
- 국도 제182호선
- 국도 제314호선